# Sehestedt
Sehestedt est une municipalité allemande située dans le land du Schleswig-Holstein et dans l'arrondissement de Rendsburg-Eckernförde.

## Personnalités liées à la ville
- Juliane Rumpf (1956-), ministre née à Sehestedt.